# ISS Reshetnev

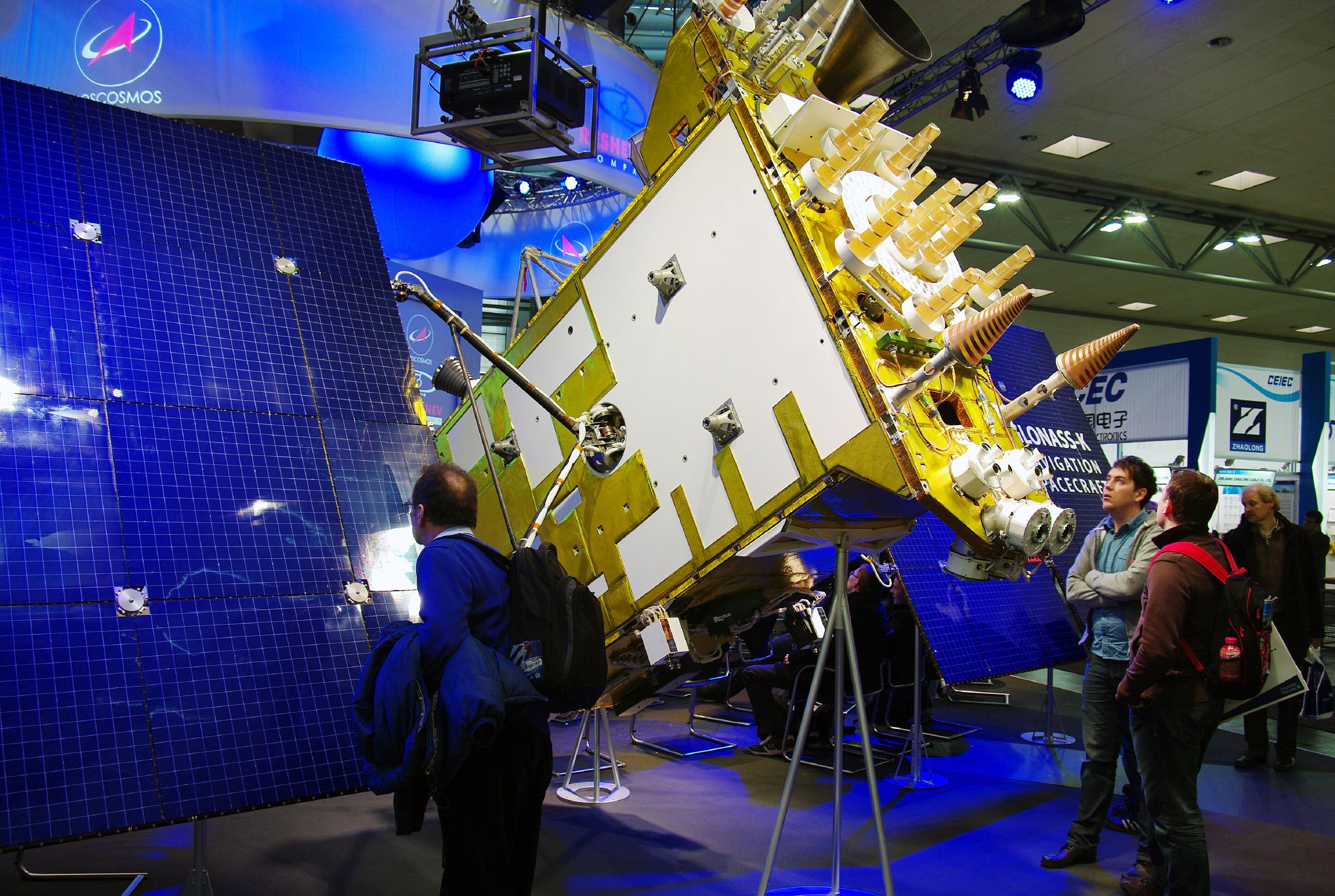
Um satélite Glonass K1 construído pela ISS Reshetnev.

Formalmente Information Satellite Systems named Reshetnev, (em russo: Информационные спутниковые системы» имени академика М. Ф. Решетнёва), ou mais simplesmente ISS Reshetnev, é uma empresa russa atuando no ramo de projeto e construção de satélites.
Criada em 1959 como parte do OKB-1, ela está baseada na "cidade fechada" de Zheleznogorsk, próxima à cidade de Krasnoyarsk, na região Centro/Sul da Sibéria, o nome foi dado em homenagem ao acadêmico M. F. Reshetnev. A companhia era conhecida anteriormente como NPO PM.
Entre os vários satélites projetados por ela, destacam-se: o GLONASS, o Luch, o Gonets, o Yamal e o Molniya. A ISS Reshetnev exerce um importante papel nos ramos de satélites e de sistemas de navegação russos desde meados da década de 60, tendo projetado e/ou construído mais de 1.100 satélites de 30 tipos diferentes. A empresa emprega mais de 8.500 pessoas, com idade média de 43 anos, entre elas, 12 doutores, 50 PhD, 9 professores, 13 professores associados e mais de 100 pós graduados.